# Ostindiefararen – Till Kina och hem igen
Ostindiefararen – Till Kina och hem igen är en svensk dokumentärfilm från 2008 i regi av Peder Jacobsson, Patrik Axén och Johan Löfstedt.
Filmen skildrar en resa tur och retur Sverige-Kina som det svenska skeppet Ostindiefararen Götheborg företog mellan oktober 2005 och juni 2007. Filmen premiärvisades den 7 november 2008 och är 89 minuter lång. Den producerades av Patrik Axén, fotades av Peder Jacobsson och klipptes av Johan Löfstedt.